# Olivier Lavielle
 (mars 2025).
Olivier Lavielle, né le 11 avril 1978 à Talence, est un photographe français spécialisé dans la photographie aéronautique, automobile et rétro. Son travail s’inspire des univers cinématographiques des années 40 à 80.

## Carrière
Olivier Lavielle, entame sa carrière de photographe en 2010, en explorant des thèmes liés au voyage et à la culture américaine. Il photographie notamment l'ouest américain, capturant des paysages, des véhicules anciens et des scènes de la vie quotidienne aux États-Unis.
En parallèle, il développe un intérêt marqué pour l’aéronautique.
Son travail est représenté par plusieurs galeries d’art, dont YellowKorner et ArtPhotoLimited, et ses œuvres sont exposées dans plus de 80 galeries réparties dans 24 pays.
Photojournaliste, Olivier Lavielle a couvert, entre autres, les événements dits 'les gilets Jaunes".
Ambassadeur  de la marque Lumix.
Second président du prix de la photographie aéronautique de l'Aéro-Club de France : le prix Jacques-Balsan 2020 à 2024.

## Style et influences
L’approche photographique d’Olivier Lavielle est influencée par l’esthétique cinématographique et le design des décennies passées. Il met en avant des véhicules de collection, des avions anciens et des scènes urbaines figées dans leurs époques. Son travail est inspirés des grands classiques du cinéma américain.